# يونكرز إي أف 126
يونكرز إي أف 126 مقاتلة تجريبيًة اقترحها برنامج مقاتلة الطوارئ 1944-1945، لإنتاج مقاتلة رخيصة وبسيطة تعمل بمحرك نفاث نبضي. لم يتم بناء أي أمثلة خلال الحرب، لكن الاتحاد السوفييتي أكمل نموذجًا أوليًا واحدًا بدون طاقة، والذي تحطم أثناء الاختبار.
تم تطوير تصميم يونكرز إي أف 126 ليصبح يونكرز إي أف 127، وهو إصدار يعمل بالدفع الصاروخي.